# Chafariz da Esperança
O Chafariz da Esperança é um chafariz localizado na freguesia da Estrela, em Lisboa.
Está classificado como Monumento Nacional desde 16 de Junho de 1910.

## História
O chafariz teve a sua construção século XVIII e foi projectado por Carlos Mardel. O projecto foi aprovado em 15 de Novembro de 1752.
A obra foi concluída por Miguel Blasco, no ano de 1768.
Esta obra veio na sequência da construção do Aqueduto das Águas Livres, que visava resolver as questões de fornecimento de água da capital de Portugal.
O Senado da Câmara de Lisboa adquiriu uma porção de terreno que pertencia ao convento franciscano de Nossa Senhora da Esperança, e aí construiu este chafariz. Era abastecido por meio de uma galeria homónima que vinha directamente do reservatório das Amoreiras.

## Caracterização
A estrutura tem dois pisos, cada um com um tanque, duas escadas laterais e é do estilo barroco. O tanque do piso inferior tinha como função servir de bebedouro para os animais e o superior servia para o povo. Cada tanque possuía duas bicas. Esta separação evidenciava preocupações relacionadas com a saúde pública. Possui um pórtico ao estilo pombalino.

## Galeria

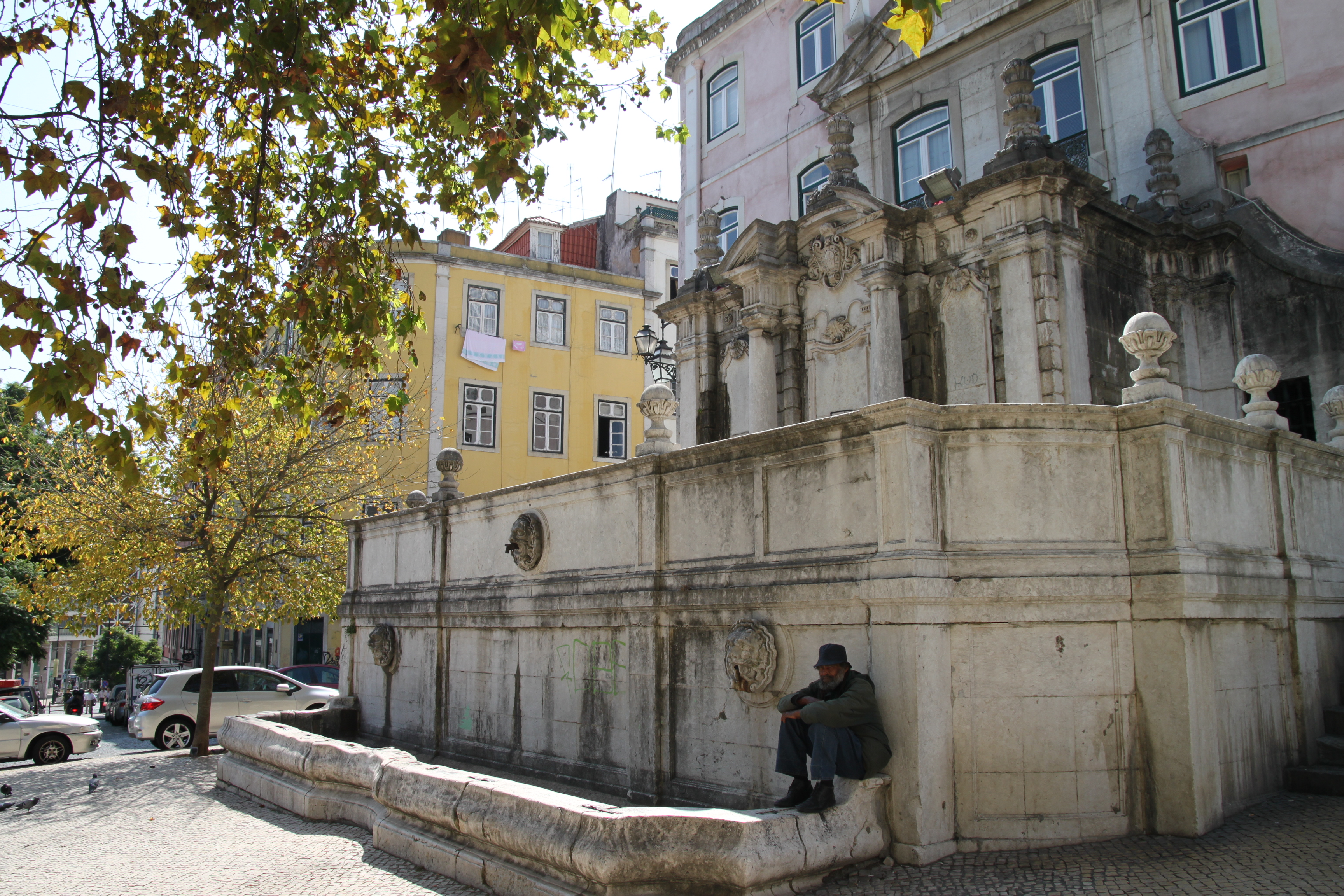
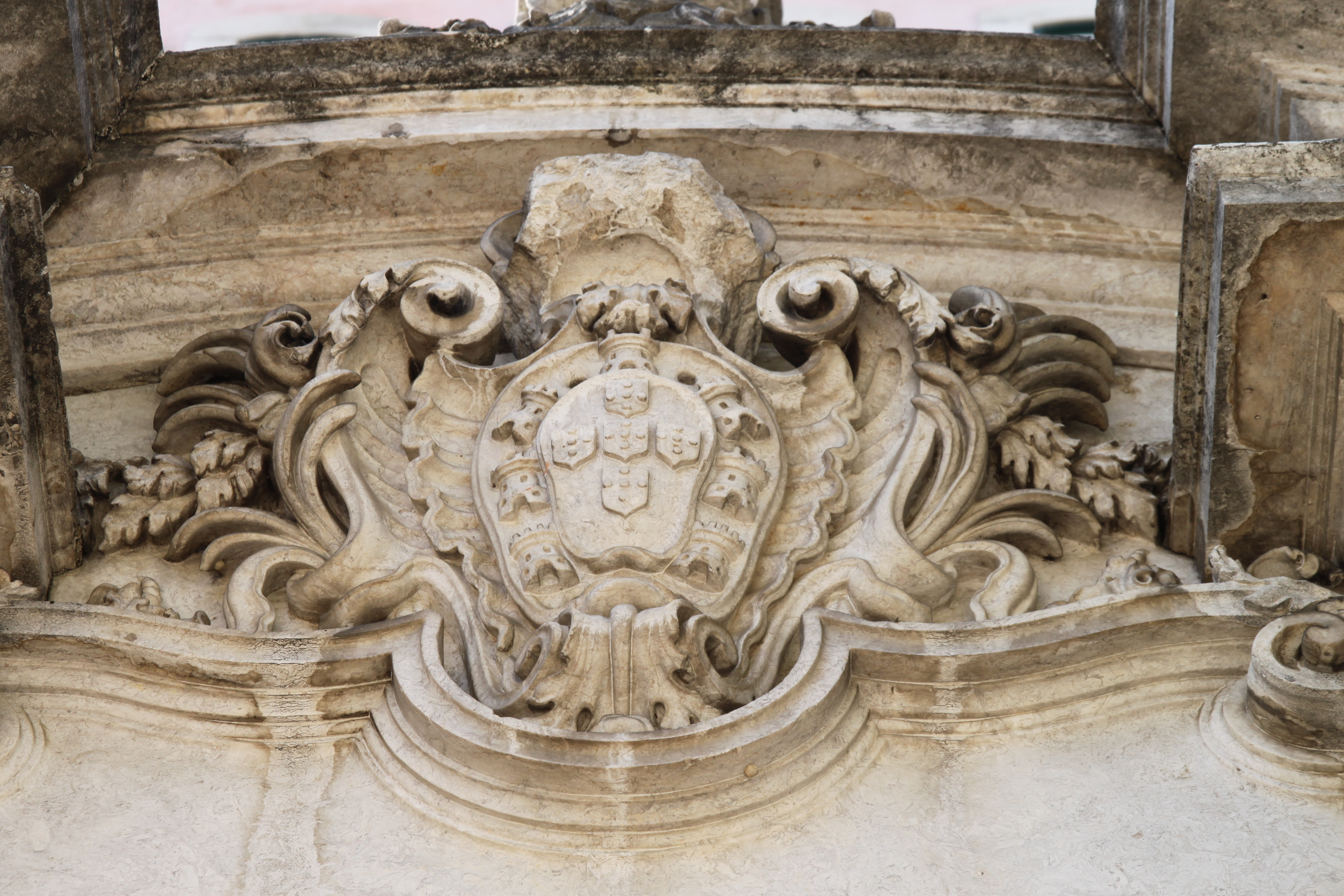
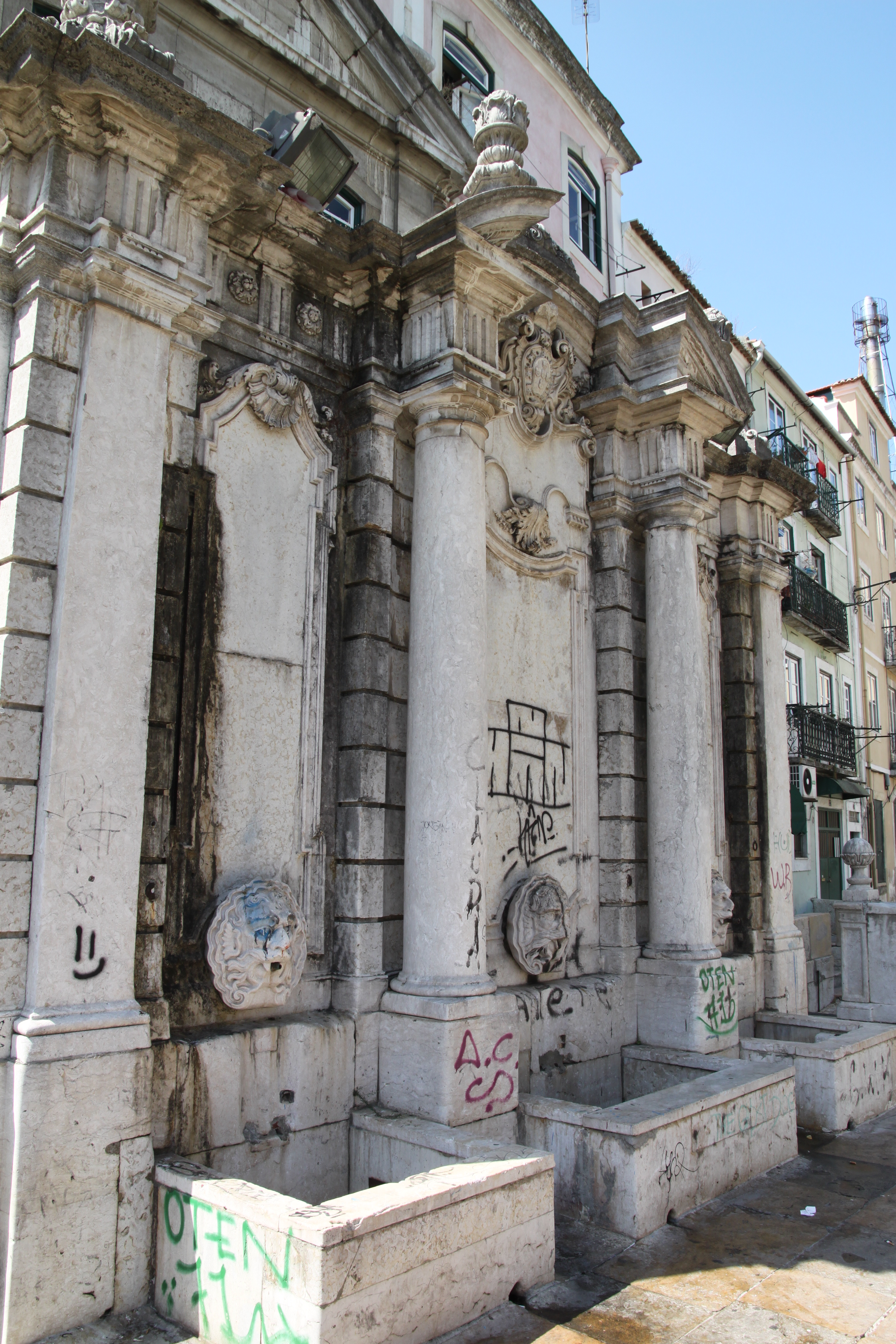
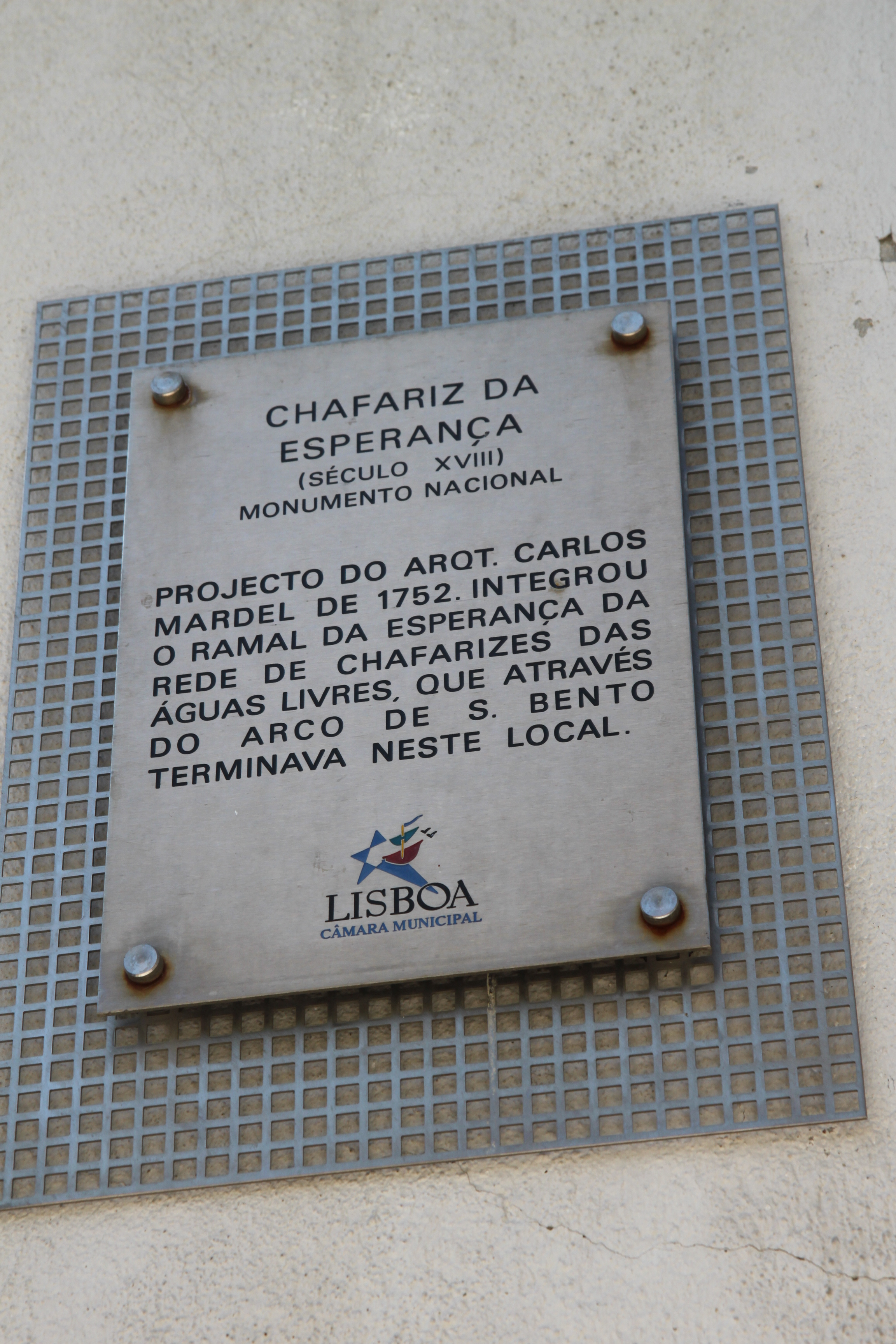
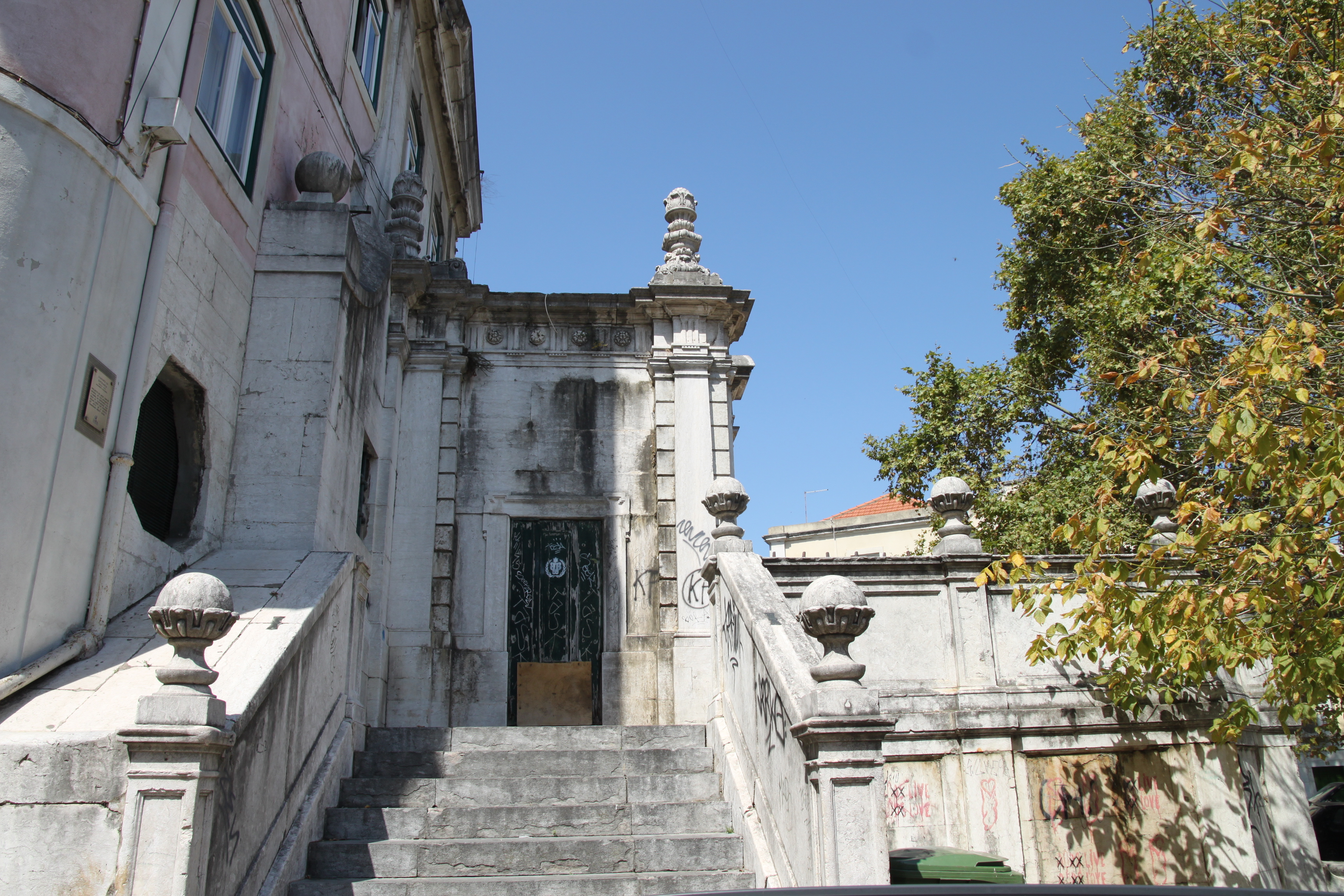